# Новая Михайловка (Алтайский край)
Нова́я Миха́йловка — село в Зональном районе Алтайского края России. Входит в состав Зонального сельсовета.

## История
Образован в 1924 году.

## География
Находится в восточной части края, в пределах Бийско-Чумышской возвышенности. Через село проходит небольшая река.
Климат
умеренный, континентальный. Средняя температура января составляет −18,2 °C, июля — +18,9 °C. Годовое количество атмосферных осадков — 518 мм.
Уличная сеть
ул. Озёрная, ул. Российская, ул. Центральная, ул. Школьная

## Население
| 1997 | 1998 | 1999 | 2000 | 2001 | 2002 | 2003 | 2004 | 2005 |
| ---- | ---- | ---- | ---- | ---- | ---- | ---- | ---- | ---- |
| 328  | →328 | ↘327 | ↘316 | ↗342 | ↗348 | ↘340 | ↘320 | ↗328 |
| 2006 | 2007 | 2008 | 2009 | 2010 | 2011 | 2012 | 2013 |      |
| ↘324 | ↘317 | ↗327 | ↘315 | ↘296 | ↗297 | ↗301 | ↗304 |      |

## Инфраструктура
Социальные услуги жители получают в селе Зональное.

## Транспорт
Село доступно автомобильным и железнодорожным транспортом.
Подходит  автодорога межмуниципального значения «Зональное - Новая Михайловка» (идентификационный номер 01 ОП МЗ 01Н-1504) протяжённостью 4,750 км.
В райцентре Зональное ближайшая железнодорожная станция Зональный.